# شتوربهوج

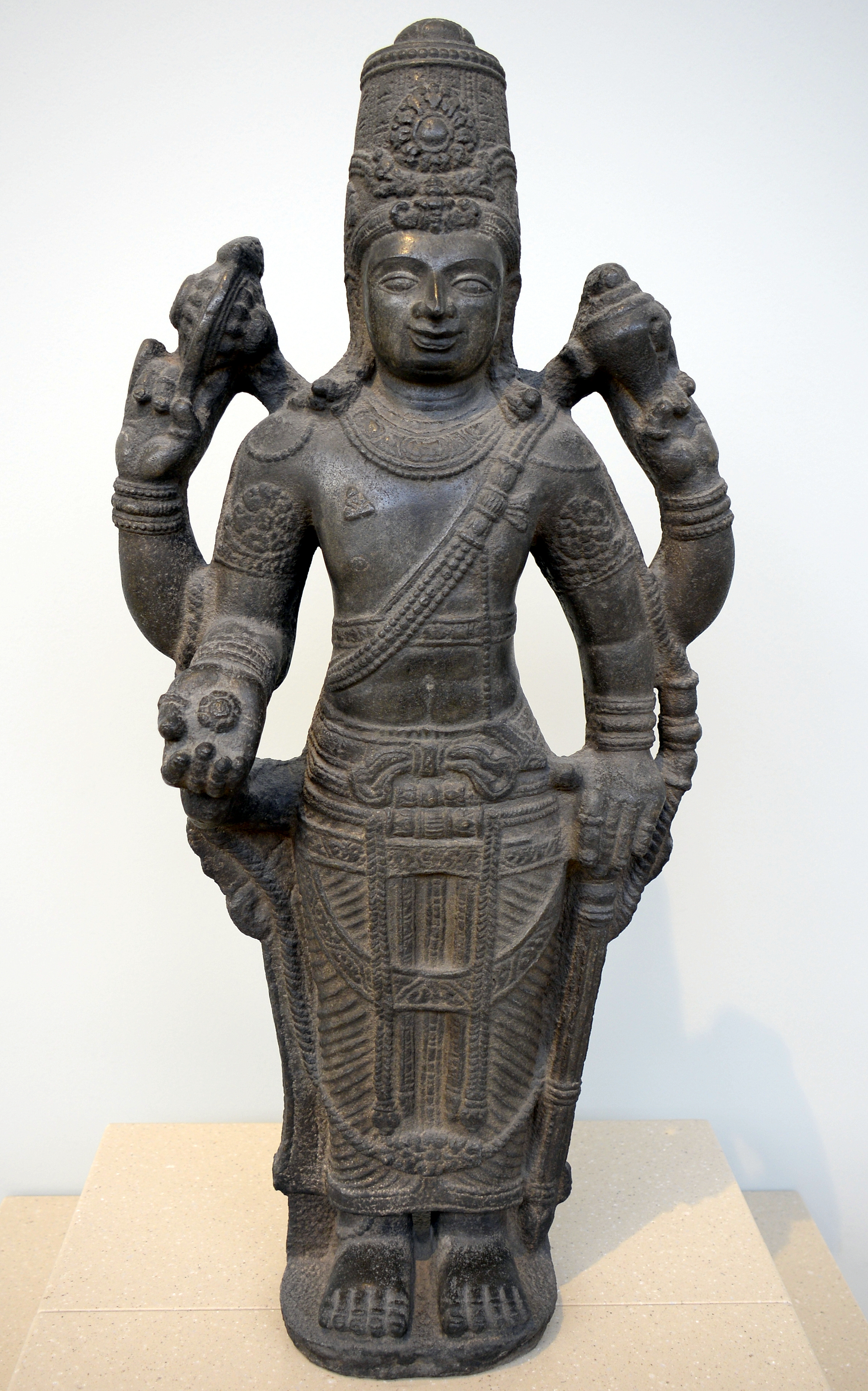
شخصية من الجرانيت تمثل فيشنو، الهند، القرن 16 م. متحف اسكتلندا الوطني، إدنبرة.

شتُّوربهُوج (بالسنسكريتية: चतुर्भुज)‏ حرفيًا يعني "أربعة أذرع"، (بالإنجليزية: Chaturbhuja)‏؛ هو مفهوم في الأيقونات الهندوسية يُشير إلى إلهٍ مرسومٍ وله أربعة أذرع. إذ غالبًا ما يُصور العديد من الآلهة الهندوسية بأربعة أذرع في أيقوناتهم المذكورة في الأدب الهندوسي. ويُنظر إلى أيقونية الأذرع الأربعة على أنها ترمز إلى الألوهية والقوة، فضلاً عن الهيمنة على جهات الكون الأربعة. والاسم هو أحد ألقاب الإله الحافظ فيشنو.